# عنکبوت‌های لحاف‌دوز درختی
عنکبوت‌های لحاف‌دوز درختی (نام علمی: Cyatholipidae) نام یک تیره از infraorder تارتنک‌ریختان است.